# 朱长林
朱长林（1959年4月—），汉族，山东莒县人，中华人民共和国政治人物、第十一届全国政协委员。

## 生平
1976年7月参加工作。早年任职于河南电力公司，2002年调任四川省电力公司总经理，2008年，当选第十一届全国政协委员，代表经济界，分入第三十五组。2009年调任北京电力公司总经理。2013年调任华北电网华北分部主任、党委书记，同时兼任国家电网公司总经理助理。2014年5月上旬被带走调查。